# Herman Heijermans
Herman Heijermans, nizozemsko-judovski pisatelj in dramatik, * 3. december 1864, Rotterdam, † 22. november 1924, Zandvoort.
Njegovo najbolj znano delo je bila drama Op Hoop van Zegen (1900). Nekatera dela je izdal pod psevdonimom Samuel Falkland.